# .gi
.gi је највиши Интернет домен државних кодова (ccTLD) за Гибралтар.
Због коинциденције у скраћивању, ово име је такође коришћено за неке домене у шпанској провинцији Ђирона.